# 波塔瓦
波塔瓦（Botawa）是印度尼西亚巴布亚省的一个城镇，是瓦洛彭县的行政中心，位于极乐鸟湾海滨，乘船至临近的较大城镇塞鲁伊需三小时。2010年普查，波塔瓦在的Ureifaisei区（印尼语：Distrik Ureifaisei）共6,401人。

## 资料来源
1. ↑  Biro Pusat Statistik, Jakarta, 2011.